# Госслин, Кейт
Кейт Айри́н Го́сслин (англ. Kate Irene Gosselin), в девичестве — Кридер (англ. Kreider; 28 марта 1975, Филадельфия, Пенсильвания, США) — американская телевизионная персона.

## Биография
Кейт Айрин Кридер родилась 28 марта 1975 года в Филадельфии (штат Пенсильвания, США). У Кейт есть брат Кевин и три сестры — Крис, Рисса и Кендра.

## Карьера
Кейт — телевизионная персона. Прославилась как мать близнецов, а затем шестерняшек и за последующие участие в различных ток-шоу, связанных с этим.

## Личная жизнь
В 1999—2009 года Кейт была замужем за Джоном Госслином. У бывших супругов есть восемь детей: дочери-близнецы Кара Николь Госслин и Мэделин Кейт Госслин (род.08.10.2000) и шестерня, три сына и три дочери — Джоэл Кевин Госслин, Коллин Томас Госслин, Ааден Джонатан Госслин, Лиа Хоуп Госслин, Ханна Джой Госслин и Алексис Фейт Госслин (род.10.05.2004).